# 明义乡 (桦南县)
明义乡，是中华人民共和国黑龙江省佳木斯市桦南县下辖的一个乡镇级行政单位。

## 行政区划
明义乡下辖以下地区：
朝阳村、东双龙村、双龙河村、油坊村、奋斗村、共和村、东辉村、永红村、明义村、前合发村、北合发村、三合村、新生村、五分村、永昌村、清茶村、团结村、立新村和兴旺村。